# Carlo Monai
Carlo Monai (Cividale del Friuli, 27 maggio 1961) è un politico italiano, deputato della XVI legislatura, eletto nella circoscrizione del Friuli-Venezia Giulia. È stato anche Consigliere regionale del Friuli Venezia Giulia, eletto nella IX e X Legislatura.